# 川崎東郵便局

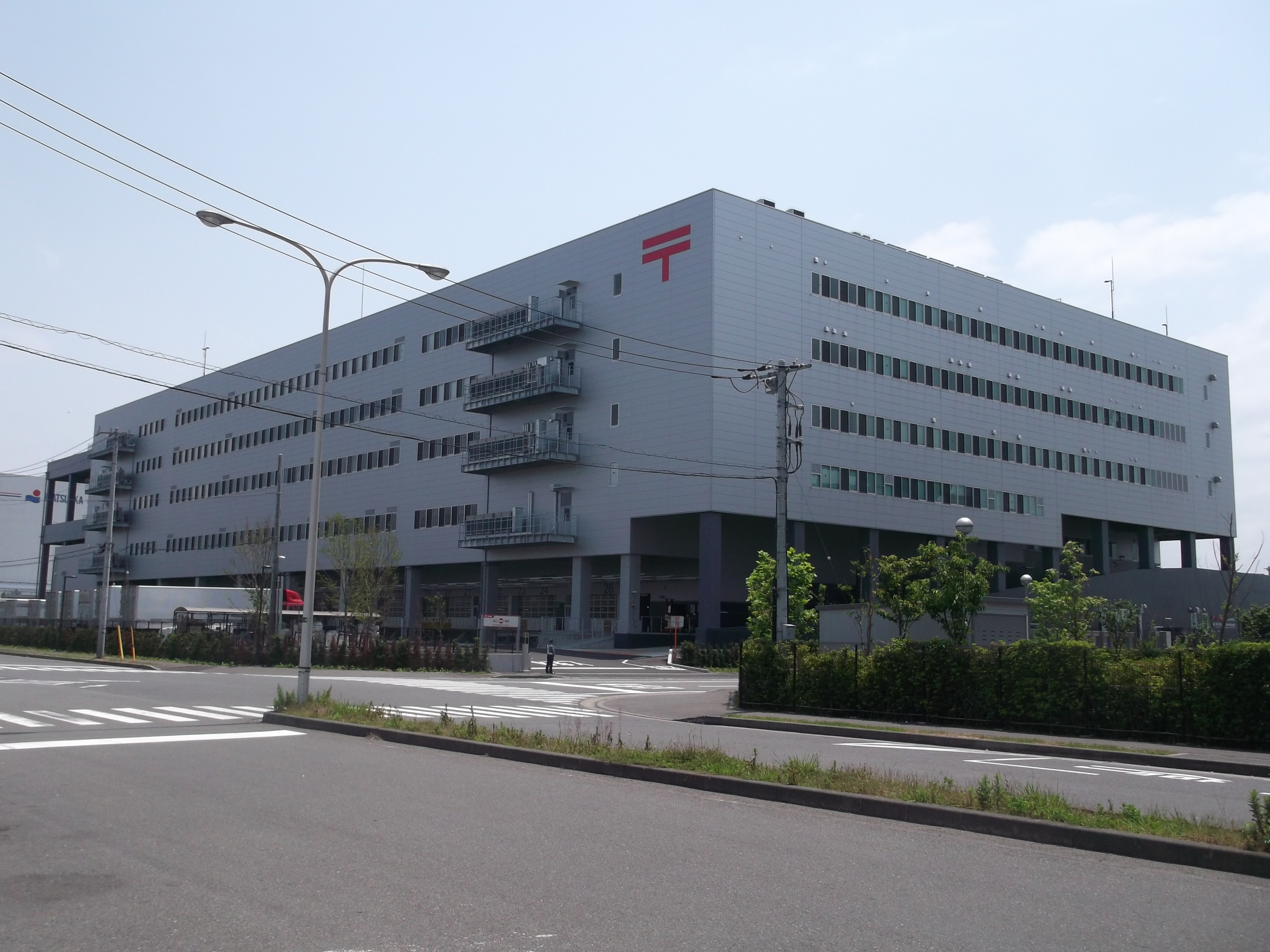
最寄バス停（山九物流センター前）から見た川崎東郵便局

川崎東郵便局（かわさきひがしゆうびんきょく）は、神奈川県川崎市川崎区にある郵便局である。

## 概要
住所：〒219-8799 神奈川県川崎市川崎区東扇島88
- 郵便番号上2桁が21・22・23の「地域区分局」及び国際郵便の交換業務を専門に取り扱う「国際郵便交換局」（郵便事業専門の無集配普通郵便局）として開局した。無集配局ではあるが、郵便区番号「219」が与えられている。
  - 区分管轄区域は以下の通りである。（数字は郵便番号の上2桁）
    - 「21」（神奈川県川崎市全域）
    - 「22」（神奈川県横浜市の内、西区、神奈川区、港北区、都筑区、青葉区、緑区）
    - 「23」（神奈川県横浜市の内、鶴見区、中区、南区、港南区、磯子区、金沢区と、三浦市、「24」地域を除いた横須賀市）
- 窓口はゆうゆう窓口（郵便業務専用）のみ。
- 局内に横浜税関の出張所があり、海外郵便物の通関手続は、本局に到着してから行われる。そのため海外サイトの追跡などで本局に到着と表示されても、内容確認の手続きに更に日数がかかることがあり、その期間は日本郵便の追跡上では反映されないことがある。

### 分室
- 神奈川分室 - 〒221-8799 神奈川県横浜市神奈川区新浦島町2-1-10（神奈川郵便局内）

## 沿革
- 2013年（平成25年）
  - 5月4日 - 川崎東郵便局として川崎区東扇島に開局[1]。同時に、川崎港郵便局から郵便番号上2桁が21の地域区分局業務及び、外国来船便・外国宛て船便・外国来SALの国際郵便交換業務を移管。
  - 6月17日 - 東京国際郵便局から外国来航空小包・成田国際空港郵便局から外国来航空通常の国際郵便交換業務を移管[2]。
  - 7月1日 - 大阪国際郵便局から外国来航空通常・外国来SAL通常の国際郵便交換業務を移管（外国来小包は従来通り）[2]。
- 2014年（平成26年）2月16日 - 横浜神奈川郵便局の地域区分業務を統合。

## 交通
- 川崎駅東口、京急川崎駅中央口より 12、13番バス乗り場
  - 川崎市バス 川07 東扇島西公園行き　約30分、「山九物流センター前」バス停下車すぐ。
- 横浜駅YCATより 6番乗り場
  - 京浜急行バス及び川崎鶴見臨港バス 東扇島行き　約25分、「川崎東郵便局前」バス停下車すぐ。